# 1 Eskadra Wywiadowcza

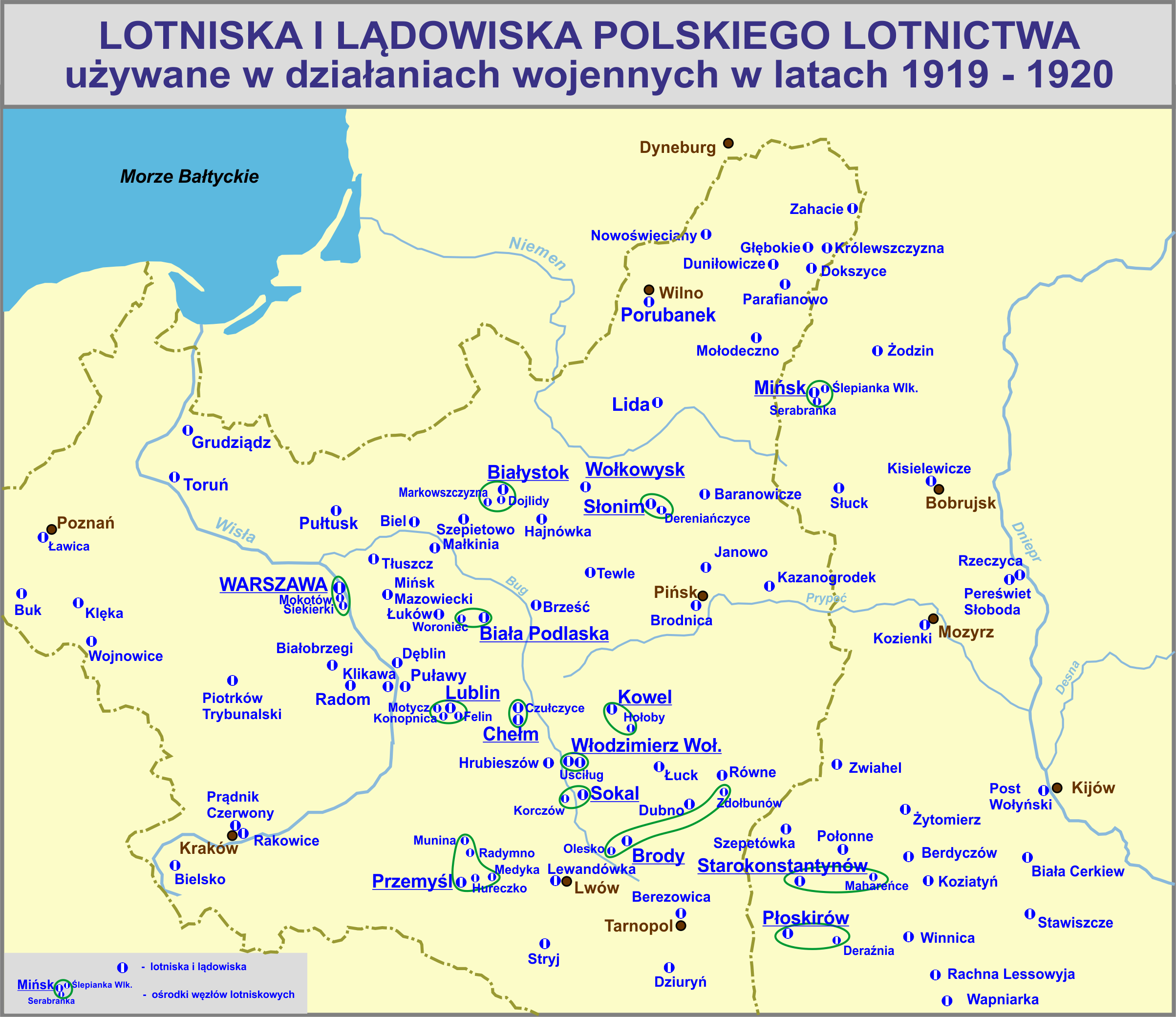

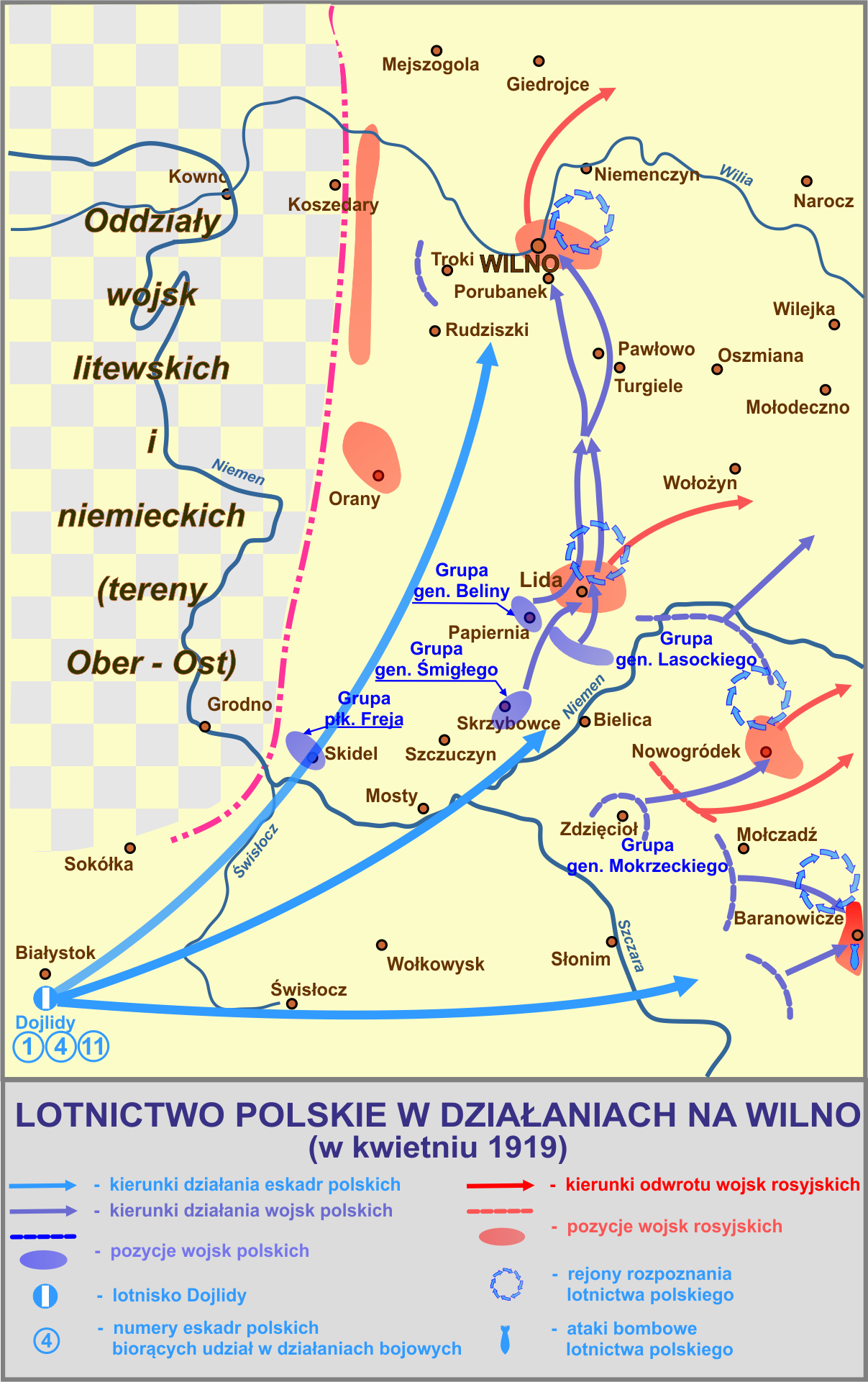

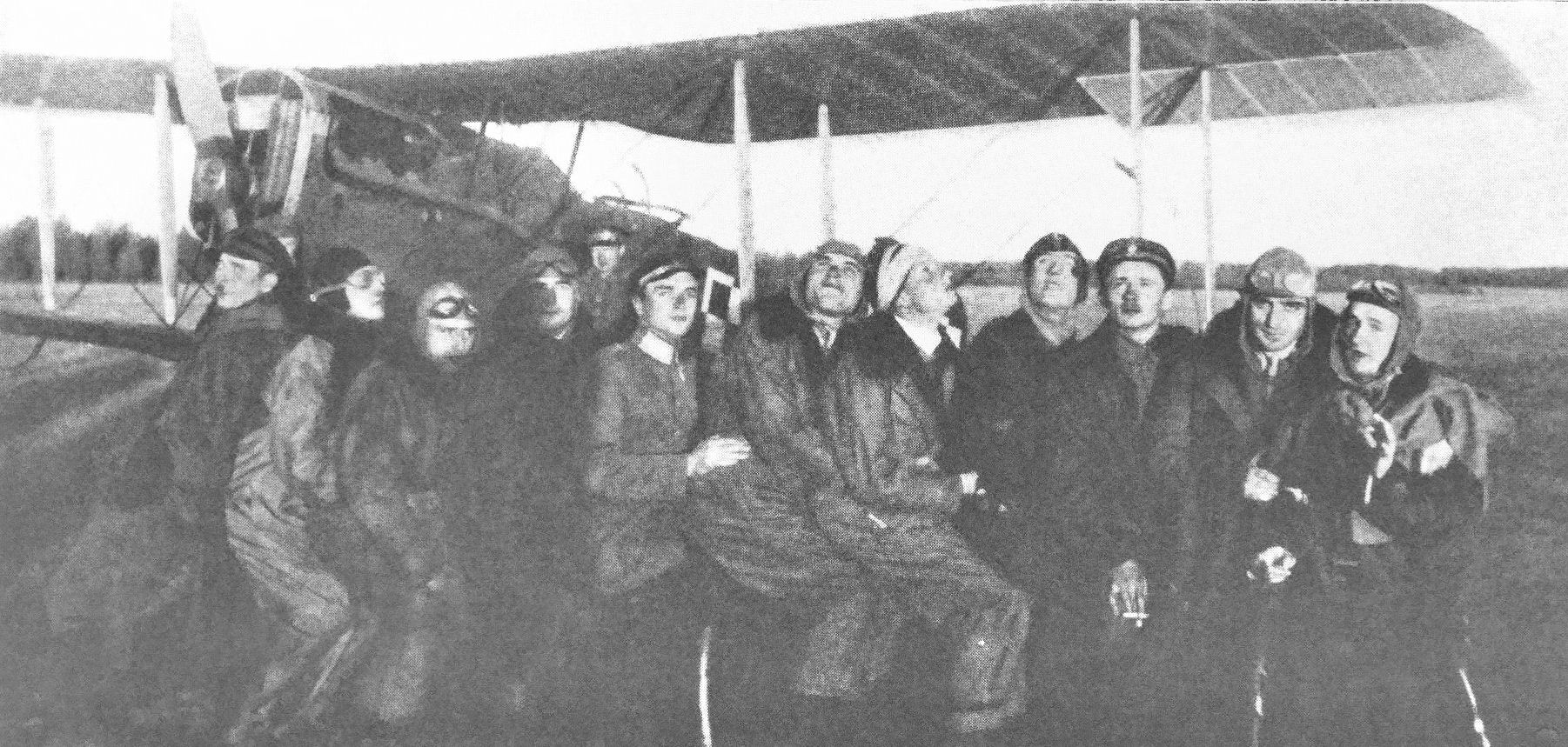
Personel latający 1 eskadry na lotnisku w Lidzie – październik 1920

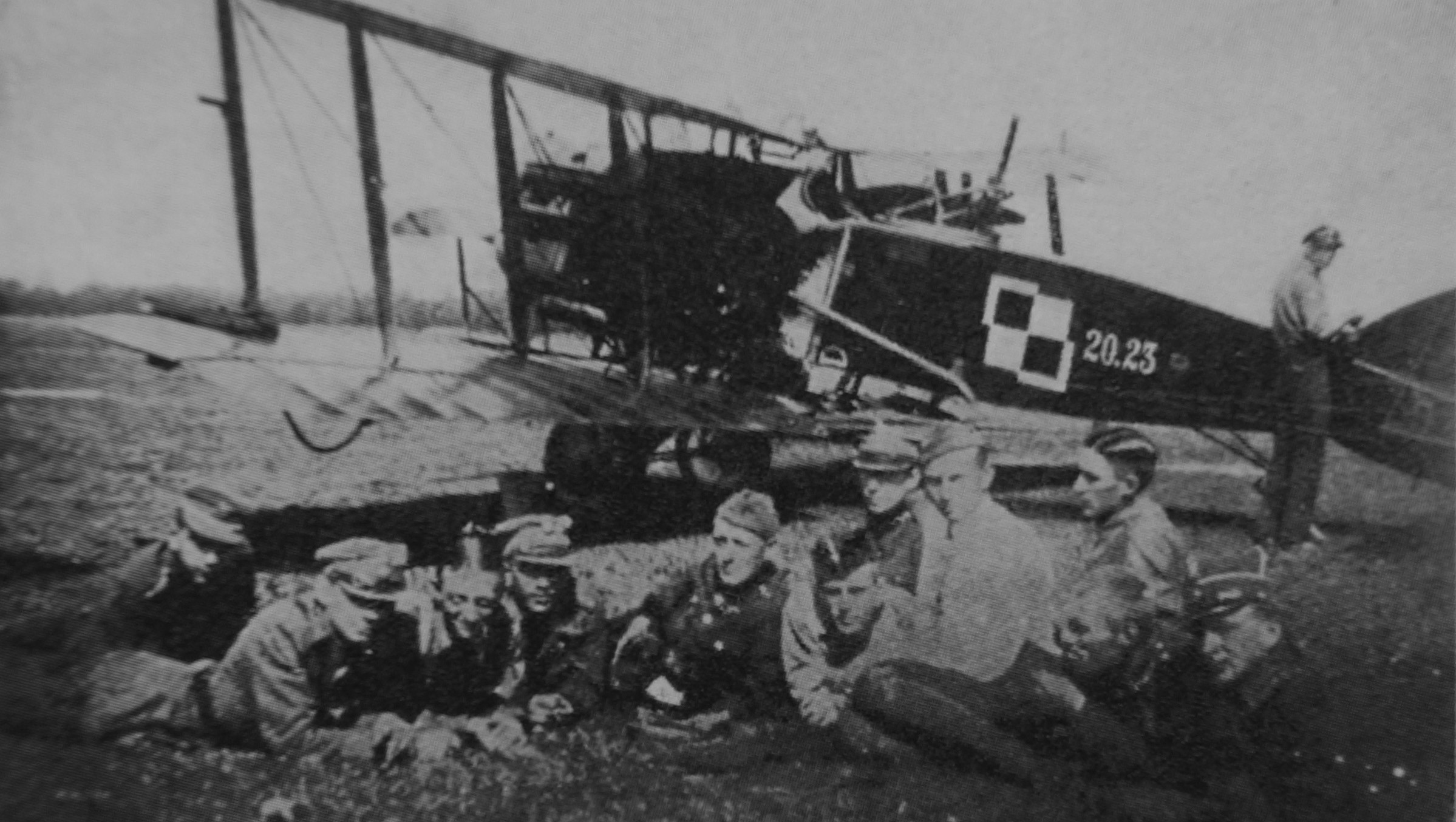
Żołnierze 1 eskadry wywiadowczej - odpoczynek przy samolocie

1 eskadra wywiadowcza – pododdział lotnictwa rozpoznawczego Wojska Polskiego w II Rzeczypospolitej.
Eskadra sformowana została w 1919 na warszawskim lotnisku mokotowskim. Wzięła udział w wojnie polsko-bolszewickiej. Po wojnie weszła w skład 3 pułku lotniczego w Poznaniu. W 1925 została rozwiązana, a na jej bazie sformowano 35 eskadrę lotniczą.

## Formowanie i walki
Na podstawie rozkazu dowódcy Lotnictwa z 21 grudnia 1918rtm. pil. Tadeusz Grochowalski przystąpił na lotnisku mokotowskim w Warszawie do formowania 1 eskadry wywiadowczej. Z powodu braku wyszkolonego personelu, jak i samolotów, organizacja eskadry zakończona została dopiero w lutym 1919.

### Walki na północnym odcinku frontu
20 marca 1919 eskadra w składzie I Grupy Lotniczej została wysłana na front wschodni i przydzielona do Dywizji Litewsko-Białoruskiej.
W chwili wylotu na front posiadała przewidzianą etatem liczbę 6 samolotów (trzy Albatros C.III, dwa Albatros C.X, jeden Hannover Roland CL.II).
Z końcem marca, na Froncie Litewsko-Białoruskim stacjonował I Grupa Lotnicza w składzie 1., 4. i 8 eskadra wywiadowcza oraz Wielkopolska grupa lotnicza składający się z 12. i 14 eskadry wywiadowczej oraz 13 eskadry myśliwskiej. Jeszcze w kwietniu lotnictwo Frontu zostało wzmocnione przez IV Grupą Lotniczą w składzie 11. i 18 eskadry wywiadowczej. W maju w rejon frontu przybyła 10 eskadra wywiadowcza i 19 eskadra myśliwska. Naczelne Dowództwo przydzieliło 4 Armii pięć eskadr, 1 Armii – trzy eskadry, a do 7 Armii włączono tylko jedną eskadrę.
1 eskadra wywiadowcza, operując z lotniska Dojlidy przeszła chrzest bojowy dokonując wielu lotów rozpoznawczych oraz bombardowań koszar bolszewickich.
7 kwietnia samolot por. obs. Stefana Berezowskiego z wysokości 300 metrów zrzucił na koszary bolszewickie w Lidzie cztery bomby. Straty Armii Czerwonej wynosiły 6 zabitych i kilkunastu rannych, a sam nalot wzbudził wśród czerwonoarmistów panikę. Bombardowano też koszary Armii Czerwonej w Baranowiczach, a ponadto wykonywano loty wywiadowcze. 8 kwietnia załoga ppor. pil. Stanisław Pawluć i por. obs. Stanisław Gogoliński rozbiła Albatrosa C.III, pozostałe samoloty zużyły się wcześniej i eskadra pozostała bez sprawnych maszyn.  
Od 16 kwietnia 1919 eskadry I Grupy Lotniczej brały udział w ofensywie wileńskiej.
16 maja załoga  sierż. pil. Aleksander Choiński i por. obs. Stanisław Gogoliński wykryła i zmusiła do przerwania ognia baterię bolszewicką. W kolejnych dniach wykonywano loty bombowe na  Mołodeczno.
W końcu maja nastąpiło przesunięcie eskadry na lotnisko Porubanek, gdzie kontynuowano działalność bojową.
12 czerwca na Porubanek przybyła także 582 eskadra „Salmsonów”.
W tym też dniu, podczas lotu nad terenem zajętym przez wroga, została zestrzelona załoga por. obs. Fore i por. pil. Wiktor Wolski. Porucznik Wolski został przez bolszewików rozstrzelany, natomiast por. Fore jako obcokrajowiec zwolniony z niewoli.
Pod koniec września do 1 eskadry wywiadowczej włączono personel i samoloty eskadry „Salmsonów” tworząc jedną eskadrę.
Po raz pierwszy od czasu sformowania eskadra została wyposażona w odpowiedni sprzęt do wykonywania stojących przed nią zadań.
Do listopada eskadra współpracowała ze sztabem 1 Armii na Froncie Północno-Wschodnim operując nadal z Porubanka.
W listopadzie eskadra  została włączona do 1 Dywizji Piechoty Legionów i w jej składzie wykonywała liczne zadania rozpoznawcze i bombardujące. Po przejściu na lotnisko Święciany, czyli do lutego 1920 pozostawała w dyspozycji Naczelnego Dowództwa i wykonywała przede wszystkim loty łącznikowe do Rygi.
Wykorzystując względny spokój na froncie, w okresie jesienno–zimowym eskadra prowadziła szkolenie personelu lotniczego i uzupełniała stany. Na dzień 1 lutego 1920 eskadra wchodziła w skład I Grupy Lotniczej, posiadała 10 pilotów, 5 obserwatorów i 4 samoloty.
W lutym przeniesiono ją na lądowisko w okolice Dźwińska do dyspozycji Grupy Operacyjnej gen. Edwarda Śmigłego-Rydza. W trudnych warunkach zimowych nie wykonywano żadnych zadań bojowych. Jedynie por. pil. Paweł Janeczko lądował przymusowo na zamarzniętym jeziorze na skutek zgęstnienia się oleju w silniku.
W tym czasie do eskadry dołączyli cudzoziemscy ochotnicy: Anglicy – kpt. kpt. Stehling, Tanąueray i por. Woodhouse oraz Belg – ppor. Robert Vanderauvera.
Po przegrupowaniu wojsk polskich, wiosną 1920 eskadra przebazowała się do Zahacia. W jej pobliżu zostały także rozlokowane eskadry 4 i 11. Wraz z sąsiadującą w sąsiedztwie 18 eskadrą wywiadowczą  tworzyły one IV Grupę Lotnicą. Po reorganizacji do 1 eskadry włączono nieliczny personel 11 eskadry wywiadowczej.
W tym czasie wykonywano loty rozpoznawcze, wyszukując miejsca koncentracji wojsk Armii Czerwonej, a po ich wykryciu bombardując je. Rozpoznając na korzyść 1 Armii, docierano aż do Połocka i Witebska.
Na początku czerwca eskadra stacjonowała na lotnisku w Nowo Święcianach.
W czasie przeciwuderzenia polskiego eskadra podejmowała wiele śmiałych ataków na ważne obiekty nieprzyjaciela.
10 czerwca załogi: por. Augustyn Domes i por. Wacław Makowski oraz por. Paweł Janeczko i ppor. Ignacy Skorobohaty przeprowadziły atak na mosty i przeprawy wojsk sowieckich w rejonie Połocka. W wyniku nalotu uszkodzono dwa mosty, ale sowiecka obrona przeciwlotnicza uszkodziła samolot por. Augustyna Domesa.
W kolejnym locie uszkodzeniu uległ także samolot sierż. Antoniego Katarzyńskiego i ppor. Tadeusza Uszyńskiego. Załoga zdołała dociągnąć uszkodzony samolot do linii własnej piechoty.
25 czerwca załoga eskadry plut. pil. Roman Zaleski i por. obs. Antoni Święcicki wykonywała rozpoznanie w rejonie jeziora Szo i linii kolejowej Ziabki – Połock. W drodze powrotnej załoga zaatakowała maszerujący oddział bolszewicki. Silny ogień przeciwlotniczy okazał się być skuteczny. Zginął por. obs. Antoni Święcicki starający się ostatkiem sił wypełnić rozpoczęty meldunek z przeprowadzonego rozpoznania. Pilot, plut. Roman Zaleski, przywiózł na lotnisko już martwego obserwatora.
Z powodu ciężkiej sytuacji na froncie, eskadra wielokrotnie zmieniała miejsce stacjonowania.
Przenosiny te spowodowały dalsze pogorszenie stanu technicznego samolotów. Jeszcze w Zahaciu pchor. pil. Stanisław Bogucki rozbił Salmsona, a samolot ppor. Pawlucia został odesłany do remontu.
W Dokszycach spóźniony por. pil. Janeczko lądując na łące przy st. kolejowej skapotował. Okoliczna ludność pomogła odwrócić Salmsona Janeczki do normalnej pozycji, co spowodowało drugi wypadek maszyny por. pil. Mikołaja Bielawina, który widząc z powietrza stojący prawidłowo samolot, lądował w pobliżu kończąc także kapotażem. Z tego względu zarządzono rozwiązanie 11 i 18 eskadry, przeniesienie ich sprzętu do 1 eskadry, przebazowanie tego zbiorczego pododdziału do Małkini i dalej w kierunku Warszawy. Eskadra z jednym samolotem jeszcze przed 12 sierpnia wykonywała loty bojowe z lotniska pod Tłuszczem, zanim podeszły tam oddziały sowieckie. Wtedy wycofała  się do stolicy celem uzupełnienia.

### Działania w bitwie warszawskiej

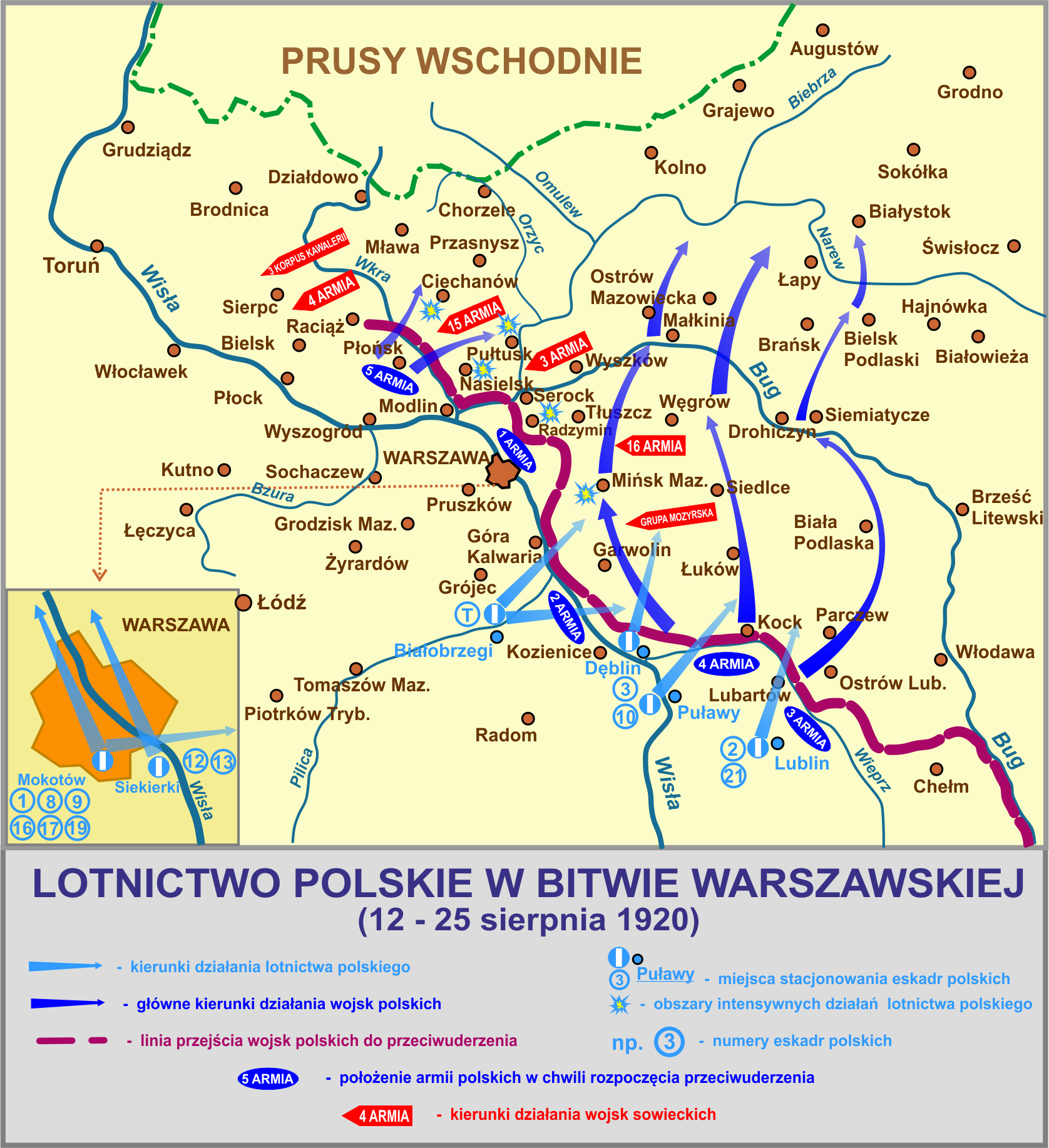

W ramach przygotowań do operacji znad Wieprza, Naczelne Dowództwo Wojska Polskiego zarządziło koncentrację eskadr polskiego lotnictwa wojskowego w dwóch rejonach: lotnictwa 1. i 5 Armii – na warszawskim węźle lotniskowym (Mokotów i Siekierki), a lotnictwa 2., 3. i 4 Armii na lotniskach Radomia, Dęblina, Puław i Lublina.
Po wielu kolejnych zdarzeniach, w sierpniu 1920 eskadra dotarła do Warszawy mając do dyspozycji 1 samolot typu Nieuport ppor. pil. Eugeniusza Guttmejera.
W Warszawie otrzymała zakupione w Anglii samoloty Bristol F.2B Fighter i jeden Hannower CL.II.
W czasie bitwy warszawskiej, eskadra już na nowym sprzęcie wykonywała wiele lotów bojowych i rozpoznawczych na korzyść oddziałów 5 Armii.
Operowała z lotnisk w Warszawie, Siedlcach i Białymstoku.
15 sierpnia 1 eskadra rozpoczęła loty wywiadowcze w rejon Pułtuska, gdzie wyróżniła się załoga ppor. Zbigniew Babiński i ppor. Tadeusz Uszyński. Ostrzelała ona i rozproszyła obsługę sowieckiej baterii artylerii. Podczas lotów wywiadowczych  na północnym odcinku 5 Armii w rejonie Ciechanowa, a także w atakach na kawalerię 3 Korpusu Kawalerii Gaja pod Pułtuskiem wyróżniła się załoga: ppor. Stanisław Pawluć i ppor. Karol Orłoś.
W dniach 20 i 21 sierpnia eskadra wykonywała loty w rejonie Ciechanowa i Mławy.
Tylko w czasie tygodnia walk w składzie 5 Armii 1 eskadra wykonała 22 loty bojowe i kilka łącznościowych.
Od 22 sierpnia jednostka  taktycznie podporządkowana została dowództwu 2 Armii.
Z eskadry oddelegowano do dyspozycji dowódcy 5 Armii poruczników: Wacława Makowskiego i Stanisława Pawlucia.
25 sierpnia zakończyły się działania pościgowe za rozbitymi oddziałami sowieckimi. Na kilka tygodni nastąpiła stabilizacja linii frontu, a jednostki Wojska Polskiego, w tym lotnicze, przeszły kolejną reorganizację.

### Udział w bitwie nad Niemnem

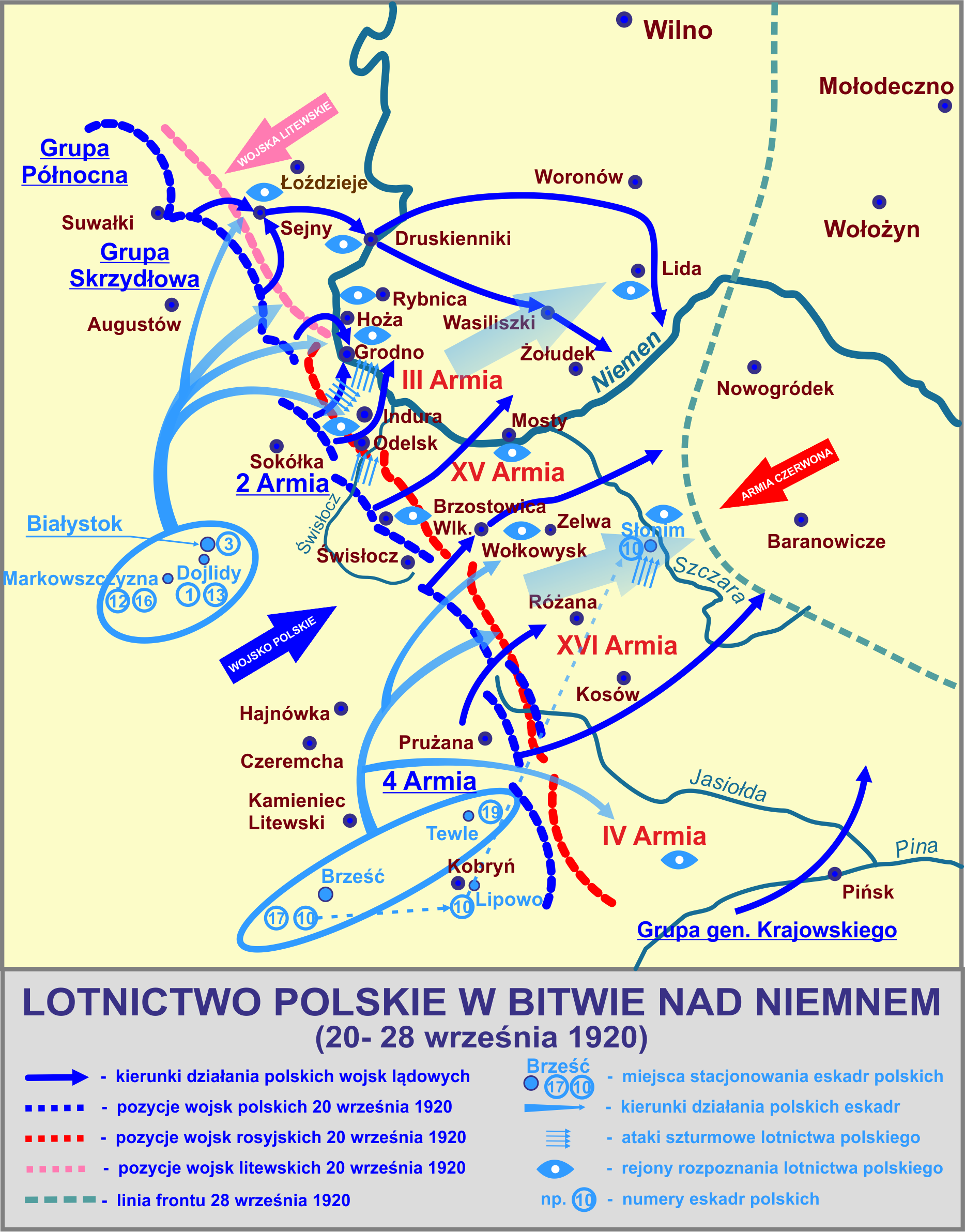

Po reorganizacji ugrupowanie wojsk polskich na północnym odcinku frontu składało się z 2. i 4 Armii. Zmienił się też przydział lotnictwa do poszczególnych związków operacyjnych. W skład lotnictwa 2 Armii wchodziły: 1. Eskadra Wywiadowcza, 12. i 16 eskadra wywiadowcza oraz 13 eskadra myśliwska. Eskadry 1. i 13. stacjonowała w Dojlidach, a eskadry 12 i 16 w Markowszczyznie.
W tym czasie w skład lotnictwa 4 Armii wchodziły tylko eskadry: 10. i 17 eskadra wywiadowcza. We wrześniu dołączyła 3 eskadra wywiadowcza.
Bazująca od 5 września na lotnisku Dojlidy 1 eskadra prowadziła  rozpoznanie sił i ugrupowania nieprzyjaciela działając na korzyść oddziałów 2 Armii.
Rejon bliskiego rozpoznania Armii podzielony został na dwie strefy: północną – dla 12 eskadry i południową – dla 1 eskadry.
W drugiej połowie września przygotowania do bitwy niemeńskiej weszły w stadium końcowe. 1 eskadra rozpoznawała w tych dniach przeprawy nieprzyjaciela między innymi pod Migrowem.
21 września rozpoczęła się bitwa nad Niemnem.
Tego dnia lotnictwo działało niezwykle ofiarnie, a 1 eskadra szczególnie wyróżniła się wspierając natarcie piechoty polskiej na Odelsk.
W związku z postępami wojsk lądowych,  eskadra przeniosła się na lotnisko w Grodnie. Wykonywała tu między innymi loty łącznikowe.
Rozejm zastał eskadrę w Lidzie.
W czasie walk o niepodległość Polski 1 eskadra wykonała 203 loty bojowe spędzając 474 godzin nad terenami nieprzyjaciela. Zginęło 2 lotników, a 5 zostało rannych.

## Eskadra w okresie pokoju
Późną jesienią eskadra przegrupowała się z Lidy na lotnisko Porubanek w Wilnie.
Na mocy rozkazu z 18 stycznia 1921 połączono 1 i 2 eskadrę wywiadowczą tworząc nową 1 eskadrę wywiadowczą.
Wiosną eskadrę przerzucono na lotnisko w Białymstoku.
Na podstawie rozkazu Ministerstwa Spraw Wojskowych z 20 lipca 1921, 1 eskadra wywiadowcza weszła w skład formującego się na lotnisku Ławica 3 pułku lotniczego.
Samoloty z Białegostoku do Poznania przyleciały we wrześniu. Personel ulokowano w drewnianych barakach i częściowo na prywatnych kwaterach. Nieliczne samoloty i sprzęt umieszczono w jednym z poniemieckich hangarów. Organizacyjnie eskadra należała do VII dywizjonu wywiadowczego.
Na skutek bardzo trudnej sytuacji ekonomicznej kraju nie było możliwości zakupu samolotów za granicą, a krajowa produkcja nie została jeszcze uruchomiona. Niewielka liczba mocno już wyeksploatowanych samolotów nie dawała możliwości pełnego szkolenia pilotów. W początkowym okresie loty załóg odbywały się sporadycznie i nieregularnie.
W 1922, w istniejących pułkach lotniczych, rozpoczęto unifikację samolotów. Eskadry wywiadowcze 3 pułku otrzymały angielskie Bristole. Nie poprawiło to stanu ilościowego samolotów w eskadrach, ale umożliwiło personelowi technicznemu i parkowi lotniczemu bardziej sprawną naprawę i pełne okresowe remonty sprzętu.
W tym czasie niektóre załogi uczestniczyły w konkursach lotniczych organizowanych przez cywilne władze lotnicze lub aerokluby.
W lipcu 1923, podczas zawodów Związku Lotników Polskich, pełniący obowiązki dowódcy eskadry kpt. pil. Mieczysław Szczudłowski zajął I miejsce w konkurencji „lądowanie ze stojącym śmigłem z wysokości 1000 metrów”, a we wrześniu por. pil. Stanisław Pawluć zdobył II nagrodę w locie okrężnym Warszawa–Lwów–Kraków–Poznań–Warszawa.
Na skutek ustawicznego braku sprawnych samolotów oraz niepełnej obsady etatowej personelu latającego, opracowany program szkolenia i doskonalenia załóg eskadr wywiadowczych nie był w latach 1922–1924 konsekwentnie realizowany. W okresie letnim dowódca eskadry wyznaczał załogi do współpracy z jednostkami piechoty i kawalerii w czasie manewrów.
Braki kadrowe stopniowo wypełniano absolwentami szkoły obserwatorów i kursów lotniczych, ale samolotów nadal brakowało.
W lutym 1925, rozkazem Ministerstwa Spraw Wojskowych nr 2300/org., zapoczątkowano reorganizację lotnictwa wojskowego. Polegała ona między innymi na przeformowaniu eskadr wywiadowczych na „lotnicze” oraz zmianie ich numeracji. Pierwsza cyfra oznaczała numer pułku a następna – kolejność eskadry w pułku.
1 eskadra wywiadowcza została rozwiązana, a na jej bazie sformowano 35 eskadrę lotniczą.

## Żołnierze eskadry
| Stopień   | Imię i nazwisko        | Okres pełnienia służby  |
| --------- | ---------------------- | ----------------------- |
| rtm. pil. | Tadeusz Grochowalski   | 21 XII 1918 – II 1919   |
| por. pil. | Henryk Skoczdopole     | II 1919 – X 1919        |
| por. pil. | Wiktor Willman         | XI 1919 – XII 1919      |
| por. pil. | Stanisław Bogusz       | XII 1919 do wiosny 1920 |
| kpt. pil. | Augustyn Domes         | IV 1920 – XII 1921      |
| kpt. pil. | Czesław Aleksandrowicz | XII 1921 – VI 1924      |
| kpt. pil. | Tadeusz Antonowicz     | VI 1924 –               |

| Obserwatorzy                        | Obserwatorzy                        | Piloci                            |
| ----------------------------------- | ----------------------------------- | --------------------------------- |
| kpt. obs. Bronisław Wąsowski        | kpt. obs. Bronisław Wąsowski        | kpt. pil. John Tanqueray          |
| por. obs. Raul Foré                 | por. obs. Raul Foré                 | kpt. pil. Joseph Stehling         |
| por. pil. obs. Stanisław Gogoliński | por. pil. obs. Stanisław Gogoliński | por. pil. Tadeusz Szeliga         |
| por. obs. Antoni Święcicki          | por. obs. Antoni Święcicki          | por. pil. Paweł Janeczko          |
| por. obs. Witold Jussewicz          | por. obs. Witold Jussewicz          | por. pil. Wacław Makowski         |
| por. obs. Ira Woodhouse             | por. obs. Ira Woodhouse             | por. pil. Połaniecki              |
| por. obs. Czesław Niekraszewicz     | por. obs. Czesław Niekraszewicz     | por. pil. Augustyn Domes          |
| ppor. obs. Stefan Berezowski        | ppor. obs. Stefan Berezowski        | por. pil. Karol Malik             |
| ppor. obs. Lucjan Iwiński           | ppor. obs. Lucjan Iwiński           | por. pil. Mikołaj Bielawin        |
| ppor. obs. Tadeusz Sztybel          | ppor. obs. Tadeusz Sztybel          | por. pil. Wiktor Wolski           |
| ppor. obs. Ignacy Skorobohaty       | ppor. obs. Ignacy Skorobohaty       | ppor. pil. Stanisław Pawluć       |
| ppor. obs. Tadeusz Uszyński         | ppor. obs. Tadeusz Uszyński         | ppor. pil. Czesław Aleksandrowicz |
| ppor. obs. Karol Orłoś              | ppor. obs. Karol Orłoś              | ppor. pil. Gustaw Gwizdalski      |
| ppor. obs. Stanisław Łopaciński     | ppor. obs. Stanisław Łopaciński     | ppor. pil. Zbigniew Babiński      |
| ppor. obs. Robert Vanderauvera      | ppor. obs. Robert Vanderauvera      | ppor. pil. Henryk Kozanecki       |
| ppor. obs. Artur Horowicz           | ppor. obs. Artur Horowicz           | chor. pil. Tadeusz Kominkowski    |
| pchor. obs. Adam Rotszyld           | pchor. obs. Adam Rotszyld           | pchor. pil. Eugeniusz Guttmejer   |
|                                     |                                     | pchor. pil. Bogucki               |
| pchor. pil. Aleksander Choiński     |                                     |                                   |
| sierż. pil. Stanisław Śledziejowski |                                     |                                   |
| sierż. pil. Jan Śliwa               |                                     |                                   |
| sierż. pil. Antoni Katarzyński      |                                     |                                   |
| plut. pil. Roman Zaleski            |                                     |                                   |

## Wypadki lotnicze
- 10 sierpnia 1923 po starcie na skutek błędu w pilotażu ponieśli śmierć por. pil. Stanisław Korab-Kowalski i szer. mech. Antoni Wołoczko[30].

## Samoloty eskadry

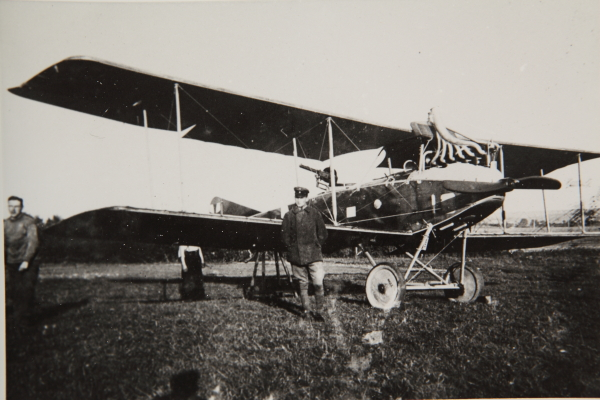
Albatros C.III
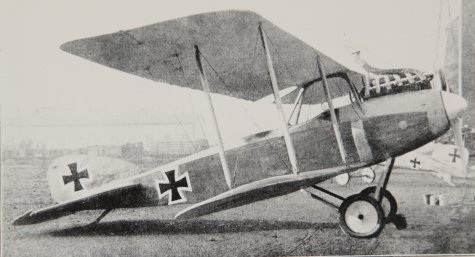
Albatros C.X
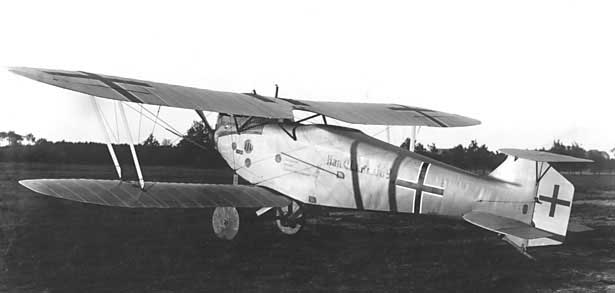
Hannover CL.II
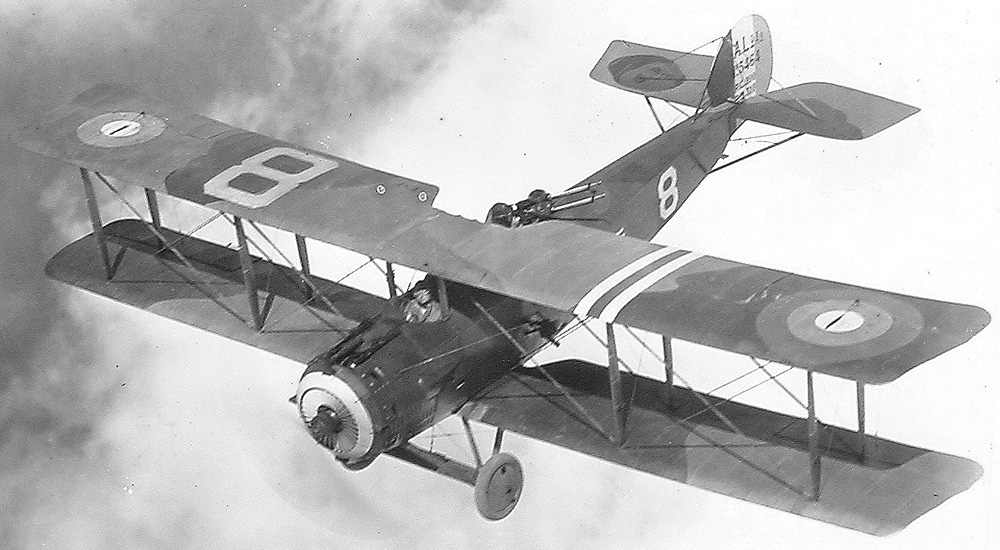
Salmson 2
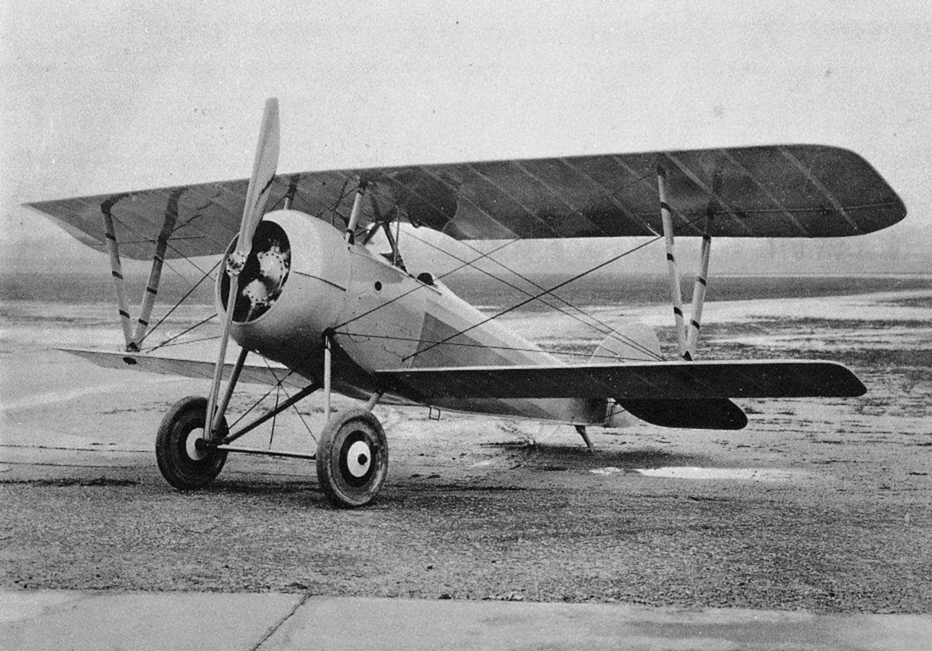
Nieuport 27
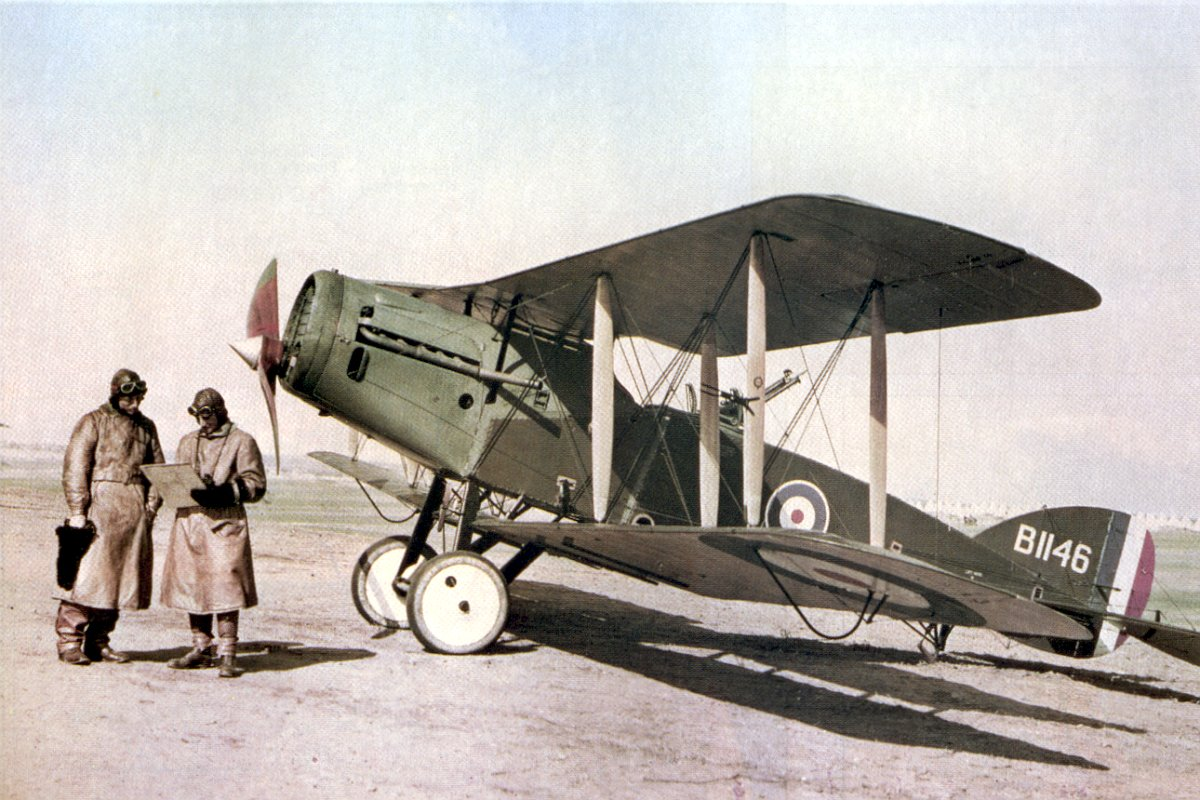
Bristol F.2 Fighter